# Jan-Niklas Beste
Jan-Niklas Beste (ur. 4 stycznia 1999 w Hamm) – niemiecki piłkarz występujący na pozycji obrońcy. Wychowanek Borussii Dortmund, w trakcie swojej kariery grał także w takich zespołach, jak Werder Brema, FC Emmen, Jahn Regensburg oraz 1. FC Heidenheim. Młodzieżowy reprezentant Niemiec.